# Xian de Pingguo
Le xian de Pingguo (平果县 ; pinyin : Píngguǒ Xiàn, zhuang: Bingzgoj Yen) est un district administratif de la région autonome du Guangxi en Chine. Il est placé sous la juridiction de la ville-préfecture de Baise.

## Démographie
La population du district était de 470 800 habitants en 2010, dont 90,62 % de Zhuang, groupe ethnique principalement concentré dans cette région.